# Carlos Perelli
Carlos Perelli fue un actor de cine y teatro que nació en Argentina en 1896 y falleció en Buenos Aires, Argentina, en 1960 luego de una larga carrera actoral. Su esposa fue la actriz, también argentina, Milagros de la Vega.

## Filmografía
Intervino como intérprete en las siguientes películas:
- El festín de Satanás   (1958)
- Sangre y acero (1956) …Gino
- Los lobos del palmar (1955)
- El domador (1954)
- Muerte civil (1954) …Sacerdote
- Honrarás a tu madre (1953)
- Donde comienzan los pantanos (1952)
- El alma de los niños (1951)
- Surcos de sangre (1950)
- Juan Globo (1949)
- El barco sale a las diez (1948)
- La muerte camina en la lluvia (1948)…Norton
- Cumbres de hidalguía (1947)
- Una mujer sin cabeza (1947)…Ricardo Vila Gómez
- La novela de un joven pobre (1942)
- Veinte años y una noche (1941)
- La mujer y la selva (1941)
- Yo quiero morir contigo (1941)…	Ranchero
- El susto que Pérez se llevó (1940)
- Petróleo …Él mismo (1940)
- El matrero (1939)
- Ambición (1939)
- De la sierra al valle (1938)
- Besos brujos (1937)
- Muchachos de la ciudad (1937)…Esteban
- Barranca abajo (1937)
- Noites cariocas   (1936)
- Amalia (1936)
- El último centauro (1923) …Juan Moreira
- Santos Vega (1917)
- El cóndor de los Andes (1916)[2][3]

## Teatro
- Colombo (1953), con la compañía de Juan Carlos Thorry y Analía Gadé.